# Ànec mut

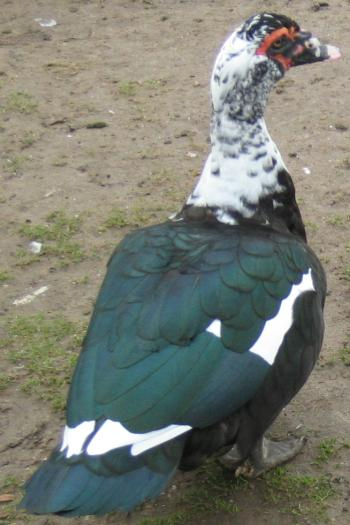
Exemplar d'ànec mut.

L'ànec mut (Cairina moschata) -també anomenat "almescat", "turc", "morisc" o "de Barbaria"- prové de l'espècie salvatge Cairina moschata, espècie pròpia de l'Amèrica tropical, on està distribuït des del sud de Mèxic fins a l'est del Perú i el nord de l'Uruguai, i es troba en estat salvatge en els rius, llacs i zones entollades dels boscos. És l'única espècie del gènere Cairina.

## Origen
És un dels pocs animals que ja havien estat domesticats a Amèrica abans de l'arribada dels europeus. Ja Cristòfor Colom va trobar exemplars blancs en domesticitat en el seu segon viatge, a Santo Domingo. Després fou portat cap a Europa, i el 1555 ja era freqüent a França.

## Descripció
D'aquesta espècie no es pot dir que s'hagin originat races arreu. En els llibres de patrons avícoles mundials només es troba un únic tipus d'animal descrit, però amb pesos lleugerament diferents segons el país i algunes variants de color: la negra (corresponent a la salvatge), la blanca, la bruna, la negra blanca, la blava, etc.

## Ús avícola
És un animal emprat per a producció de carn. El pes del mascle duplica el de la femella.
L'àneda proporciona ous blancs.

## Presència a Catalunya
A Catalunya, l'ànec mut del Penedès es cria al voltant de Vilafranca des del s. XVI, amb una revifalla de la producció des del 1990. Des de l'any 1994, l'ànec mut ostenta la Denominació Comarcal de Producte Agroalimentari de Qualitat del Penedès. La denominació "del Penedès" sembla més el gust cap a una determinada coloració que la identitat d'una raça pròpia.
La llegenda diu que als pagesos del Penedès els agradaven els ànecs muts negres, i als d'Osona, blancs.

## Hibridació
De la hibridació de l'ànec mut amb l'ànec xerraire, s'originen els anomenats "canards mulets" o "mulards" francesos i els "ànecs d'angora" alemanys. Aquesta hibridació no sol originar descendència fèrtil, però dona animals preuats en la producció de carn, de carn tan abundant o més com l'ànec mut, però més magra, com l'ànec xerraire.